# Glossaire des groupes
- Groupe - Ensemble muni d'une loi associative, avec élément neutre et inverse.
- Groupe abélien - Groupe dont la loi est commutative.
- Groupe abélien fini
- Groupe abélien de type fini
- Groupe abélien libre
- Groupe divisible
- Groupe quotient - Quotient d'un groupe par un sous-groupe normal, muni d'une loi naturelle.
- Groupe dérivé
- Groupe résoluble
- Groupe nilpotent
- Groupe simple
- Groupe quasi-simple
- Groupe libre
- Groupe réductif
- Groupe discret
- Groupe de Galois

- Liste des groupes finis simples
- Liste des petits groupes
- Groupe d'espace
- Groupe cyclique
- Groupe dicyclique
- p-groupe
- Groupe alterné
- Groupe diédral
- Groupe profini
- Groupe général linéaire
- Groupe spécial linéaire
- Groupe symétrique
- Groupe de permutations, Permutation, Signature d'une permutation
- Groupe de frise
- Groupe de papier peint
- Groupes de tresses
- Groupe des quaternions
- Groupe de Klein
- Groupe de Lie
- Groupe de type de Lie
- Groupes de Conway
- Groupe de Fischer
- Groupe de Janko
- Groupe de Mathieu
- Groupe de Thompson
- Groupe de Tits
- Groupe de Weyl
- Groupe de Coxeter
- Groupe de Frobenius
- Groupe de Heisenberg
- Groupe Monstre
- Groupe Bébé Monstre
- Groupe de symétrie
- Groupe ponctuel de symétrie
- Notation Schoenflies

- Sous-groupe - Partie d'un groupe stable par produit et inverse.
- Sous-groupe normal - Sous-groupe stable par les automorphismes intérieurs.
- Suite de composition
- Sous-groupe normal minimal
- Sous-groupe normal maximal
- Sous-groupe caractéristique
- Sous-groupe de Hall
- Sous-groupe de Fitting

- Morphisme de groupes - Application entre groupes préservant les lois de groupes.
- Isomorphisme - Morphisme bijectif de groupes.
- Automorphisme - Isomorphisme d'un groupe sur lui-même.
- Automorphisme intérieur

- Élément neutre
- Loi de composition interne
- Élément symétrique
- Inverse

- Centre d'un groupe
- Centralisateur
- Normalisateur
- Cœur d'un sous-groupe

- Partie génératrice d'un groupe
- Présentation d'un groupe

- Action de groupe (mathématiques)
- Action par conjugaison

- Produit direct (groupes)
- Produit semi-direct
- Produit libre
- Produit en couronne
- Extension de groupes
- Commutateur (opérateur)

- Ordre (théorie des groupes)
- Classe suivant un sous-groupe

- Théorèmes d'isomorphisme
- Théorème de factorisation
- Théorème de Cayley
- Théorèmes de Sylow
- Théorème de Jordan-Hölder
- Théorème de raffinement de Schreier
- Lemme de Zassenhaus
- Théorème de Lagrange sur les groupes
- Théorème d'Euler (arithmétique)
- Théorème de Feit-Thompson
- Classification des groupes simples finis

- Homologie des groupes
- Multiplicateur de Schur

- Représentation de groupe

- Théorie géométrique des groupes
- Réseau (géométrie)
- Réseau (sous-groupe discret)
- Espace homogène
- Groupe hyperbolique

- Relation binaire
- Relation d'équivalence

- Groupe du Rubik's Cube